# Pediana tenuis
Pediana tenuis är en spindelart som beskrevs av Henry Roughton Hogg 1903. Pediana tenuis ingår i släktet Pediana och familjen jättekrabbspindlar. Inga underarter finns listade i Catalogue of Life.